# Mikko Oivanen
Mikko Oivanen est un joueur finlandais  de volley-ball né le 26 mai 1986 à Huittinen (Finlande occidentale). Il mesure 1,98 m et joue Attaquant. Pour la saison 2017-2018, il a joué dans l'équipe grecque de l'Olympiakós Le Pirée.
Il est le frère de Matti Oivanen.

## Clubs
| Club                | Pays     | De        | À         |
| ------------------- | -------- | --------- | --------- |
| Raision Loimu       | Finlande | 2004-2005 | 2005-2006 |
| Pielaveden Sampo    | Finlande | 2006-2007 | 2006-2007 |
| Belediyesi Istanbul | Turquie  | 2007-2008 | 2007-2008 |
| Resovia Rzeszów     | Pologne  | 2008-2009 | 2008-2010 |
| Belediyesi Istanbul | Turquie  | 2010-2011 | 2010-2011 |
| Trefl Gdańsk        | Pologne  | 2011-2012 | 2011-2012 |
| Hurrikaani-Loimaa   | Finlande | juin 2012 | nov 2012  |
| Paris Volley        | France   | nov 2012  | mai 2013  |
| Fujian Volleyball   | Chine    | juin 2013 | jan 2014  |
| VaLePa Sastamala    | Finlande | fév 2014  | juin 2014 |
| Czarni Radom        | Pologne  | 2014-2015 | 2014-2015 |
| Paykan Teheran      | Iran     | juin 2015 | avr 2016  |
| AZS UWM Olsztyn     | Pologne  | avr 2016  | mai 2016  |
| Hurrikaani-Loimaa   | Finlande | 2016-2017 | 2016-2017 |
| Olympiakós Le Pirée | Grèce    | 2017-2018 | 2017-2018 |
| Police S.C. Doha    | Qatar    | 2018-2019 | ...       |

## Équipe nationale
Mikko Oivanen a disputé son 1er match contre l'Équipe d'Allemagne de volley-ball à Tampere en 2005

## Palmarès

### Équipe nationale
- Ligue européenne
  -  Finaliste : 2005

### Clubs
- Challenge Cup
  -  Finaliste : 2018.
- Coupe de Finlande (1)
  - Vainqueur : 2004
- Championnat de Grèce (1)
  - Vainqueur : 2018
- Coupe de la Ligue de Grèce (1)
  - Vainqueur : 2018